# Bolsover
Pour les articles homonymes, voir Bolsover (homonymie).
Bolsover est une petite ville du Derbyshire, en Angleterre. Chef-lieu du district du même nom, elle est située dans le nord-est du comté, à quelques kilomètres au sud-est de Chesterfield. Administrativement, elle constitue la principale localité de la paroisse civile de « Old Bolsover », qui comprend également les villages voisins de Carr Vale, New Bolsover, Oxcroft, Shuttlewood, Stanfree et Whaley. Au moment du recensement de 2011, la paroisse comprenait 11 673 habitants.

## Histoire
Après la conquête normande de l'Angleterre, Guillaume le Conquérant confie Bolsover à l'un de ses compagnons, Guillaume Peverel. Elle apparaît comme l'une de ses propriétés dans le Domesday Book, sous le nom Belesovre. La famille Peverel y fonde un château au XIIe siècle. Laissé à l'abandon à partir de la fin du XIIIe siècle, le château est racheté et reconstruit par Charles Cavendish et son fils William, duc de Newcastle, au XVIIe siècle.
Au XIXe siècle, l'industrie du charbon devient la principale locomotive économique de Bolsover. Le village modèle de New Bolsover est fondé en 1891 pour loger les ouvriers de la houillère, et la Bolsover Colliery Company est fondée en 1899. Comme dans le reste de l'Angleterre, le charbon décline à partir de la deuxième moitié du XXe siècle.
À la fin du XXe siècle et au début du XXIe siècle, la ville est notamment connue à travers le pays pour son tonitruant député à la Chambre des communes, le travailliste Dennis Skinner. Surnommé la « bête de Bolsover » en raison de son franc-parler, de sa défense colérique de la classe ouvrière et des services publics, de ses attaques contre les gouvernements conservateurs, et de ses remarques d'un humour acerbe durant la cérémonie annuelle du discours de la reine, cet ancien travailleur des mines de charbon représente la ville au Parlement de 1970 à 2019, jusque l'âge de 87 ans.

## Jumelage
- Decazeville (France) depuis 1985,[3]